# Luis Cruz (urugwajski piłkarz)
Luis Alberto Cruz, Huevo (ur. 28 kwietnia 1925 w Montevideo, zm. 1998) – urugwajski piłkarz, lewy pomocnik. Wzrost 173 cm, waga 73 kg.
Wystąpił podczas mistrzostw świata w 1954 roku jako piłkarz Club Nacional de Football. Zagrał we wszystkich pięciu meczach – z Czechosłowacją, Szkocją, Anglią, Węgrami i Austrią. W meczu z Austrią strzelił bramkę samobójczą.
Początkowo Cruz grał w klubach Deportivo Juventud i Montevideo Wanderers, skąd w 1946 roku przeszedł do Nacionalu. Z Nacionalem siedmiokrotnie zdobył mistrzostwo Urugwaju – w 1946, 1947, 1950, 1952, 1955, 1956 i 1957.
W reprezentacji Urugwaju od 1 marca 1953 do 3 lipca 1954 rozegrał łącznie 11 meczów.